# あまくさ農業協同組合
あまくさ農業協同組合（あまくさのうぎょうきょうどうくみあい）は、熊本県天草市にある農業協同組合。愛称は「JAあまくさ」。
上天草市の指定金融機関である。

## 管轄
- 天草市
- 上天草市

## 沿革
- 1992年（平成4年）10月1日、2市9町のJAが合併し「JAあまくさ」が発足。
- 1997年（平成9年）1月、御所浦町に御所浦町支所を開設。
- 同年10月、JA龍ヶ岳町を吸収合併。

## 事業内容
- 指導事業
  - 営農指導事業
  - 生活指導事業
- 販売事業
- 信用事業（JAバンク）
- 共済事業
- 生活購買事業
- 旅行事業
- 葬祭事業
- 介護支援事業

## 店舗・施設
- 本所（管轄施設を含む）
  - 総務企画部
  - 金融部
  - 共済部
  - 指導販売部
    - あまくさ統合（みかん）選果場（指導販売部管轄）
    - 牛深（みかん）選果場（指導販売部管轄）
    - 繁殖牛供給センター（指導販売部管轄）
    - 上島営農指導センター（指導販売部管轄）
    - 下島営農指導センター（下島集送センター）（指導販売部管轄）
    - 上島集送センター（苗センター･土壌分析室･研修ハウス）（指導販売部管轄）
    - 大矢野農産物集送センター（指導販売部管轄）

  - 購買部
    - 上島地区LPガスセンター（購買部管轄）
    - 下島地区LPガスセンター（購買部管轄）
    - 上島農機センター（購買部管轄）
    - 下島農機センター（購買部管轄）
    - JAあまくさ葬祭センター（購買部管轄）
    - 天草斎場（購買部管轄）
    - 牛深斎場（購買部管轄）
    - 松島斎場（購買部管轄）
    - 有明斎場（購買部管轄）
    - 龍ヶ岳斎場（購買部管轄）
    - 大矢野斎場（購買部管轄）
    - 本渡葬祭センター（購買部管轄）
- 中央支所
  - 金融共済課
  - 中央支所経済課
  - 新和SS
  - 佐伊津SS
  - Yショップ新和委託店
- 西支所
  - 河浦SS
  - 新合SS
  - 河浦ライスセンター
  - 宮野河内資材委託店
  - Aマート宮野河内委託店
  - 下田南委託店
  - 福連木委託店
  - 大江ＳＳ委託店
  - Ａマート大江委託店
- 牛深支所
  - 久玉SS
  - グリーントップ牛深
  - 浅海委託店
  - 二浦委託店
  - 深海SS委託店
  - Yショップ深海委託店
- 東支所
  - 東支所経済課
  - 倉岳取次店
  - 栖本資材店舗
  - 栖本SS
  - Aマート有明委託店
  - 河内委託店
- 上支所
  - 河内委託店
  - Aマート龍ヶ岳委託店
- 大矢野支所
  - 大矢野支所経済課
  - 大矢野SS
  - 大矢野農機センター
  - Aコープ大矢野店